# Вербано-Кузіо-Оссола
Провінція Вербано-Кузіо-Оссола (італ. Provincia del Verbano-Cusio-Ossola) — провінція в Італії, у регіоні П'ємонт. 
Площа провінції — 2 255 км², населення — 162 970 осіб.
Столицею провінції є місто Вербанія.

## Географія

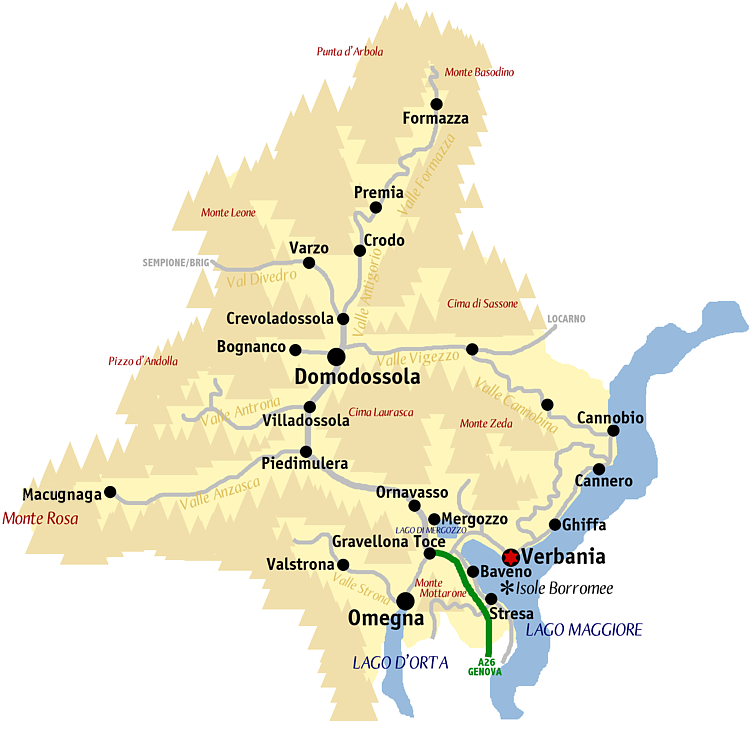
Мапа провінції

Межує на півночі, на заході і на сході з Швейцарією (Тічино і Вале), на сході з регіоном Ломбардія (провінцією Варезе), на півдні з  провінцією Новара і провінцією Верчеллі.

## Основні муніципалітети
Найбільші за кількістю мешканців муніципалітети (ISTAT, 31/07/2008):
| Ном. | Муніципалітет   | Населення (осіб) | Площа (км²) | Висота (м.н.р.м.) |
| ---- | --------------- | ---------------- | ----------- | ----------------- |
| 1°   | Вербанія        | 31.072           | 37,62       | 197               |
| 2°   | Домодоссола     | 18.416           | 36,9        | 272               |
| 3°   | Оменья          | 16.062           | 30          | 295               |
| 4°   | Гравеллона-Точе | 7.699            | 14,67       | 211               |
| 5°   | Вілладоссола    | 6.924            | 18,02       | 257               |
| 6°   | Стреза          | 5.140            | 33,23       | 200               |
| 7°   | Каннобіо        | 5.129            | 51          | 214               |